# 강길부
강길부(姜吉夫, 1942년 6월 5일 ~ )는 대한민국의 공무원이었고, 대학 교수 출신 정치인이었다. 제6대 건설교통부 차관을 지냈고, 제17·18·19·20대 국회의원을 지냈다.

## 학력
- 1954년 향산국민학교 졸업
- 1957년 상북중학교 졸업
- 1960년 언양농업고등학교 졸업
- 1969년 성균관대학교 행정학 학사
- 1984년 서울대학교 환경대학원 환경계획학 석사
- 1996년 경원대학교 대학원 도시공학 박사

## 경력
- 1971년: 제10회 행정고등고시 합격
- 1971년: 건설교통부 수자원국 사무관
- 1978년: 주요르단 대사관 건설관
- 1981년: 건설교통부 과장
- 1989년: 청와대 지역균형발전 기획단
- 1992년: 대전지방국토관리청 청장
- 1994년: 대통령비서실 건설교통비서관
- 1995년: 건설교통부 도시국 국장
- 1995년: 건설교통부 건설경제국 국장
- 1996년: 중앙토지수용위원회 상임위원
- 1998년: 제7대 한국감정원장
- 1998년 ~ 2000년: 한국부동산컨설팅협회 회장
- 2000년: 한국감정평가학회 자문위원
- 2000년: 한국행정학회 회원
- 2000년 8월 ~ 2001년 4월: 제6대 건설교통부 차관
- 2002년 3월 ~ 2004년 3월: 경기대학교 교수
- 성균관대학교 행정대학원 겸임교수
- 열린우리당 울산광역시당 위원장
- 열린우리당 정책위부의장
- 한나라당 울산광역시당 위원장
- 2020년 6월 : 울주군 선바위도서관 관장
- 대한민국헌정회 고문

## 의정활동
- 2004년 ~ 2007년: 제17대 국회의원 (울산광역시 울주군/열린우리당)
- 제17대 국회 예산결산특별위원회 의원
- 2006년 6월: 제17대 국회 건설교통위원회 위원
- 2007년 8월 ~ 2007년 11월: 제17대 국회의원 (울산광역시 울주군/대통합민주신당)
- 2008년 1월 ~ 2008년 3월: 제17대 국회의원 (울산광역시 울주군/한나라당)
- 2008년 3월 ~ 2008년 5월: 제17대 국회의원
- 2008년 5월 ~ 2008년 7월: 제18대 국회의원 (울산광역시 울주군/무소속)
- 2008년 6월 ~ 2012년 2월: 제18대 국회의원 (울산광역시 울주군/한나라당)
- 2012년 2월 ~ 2012년 5월: 제18대 국회의원 (울산광역시 울주군/새누리당)
- 2012년 5월 ~ 2016년 3월: 제19대 국회의원 (울산광역시 울주군/새누리당)
- 2012년 7월 ~ 2014년 5월: 제19대 국회 기획재정위원회 위원장
- 2014년 3월: 새누리당 울산 울주군 국회의원 선거구 조직위원장
- 2014년 6월: 제19대 국회 미래창조과학방송통신위원회 위원
- 2014년 6월: 제19대 국회 정보위원회 위원
- 2016년 3월 ~ 2016년 5월: 제19대 국회의원 (울산 울주군/무소속)
- 2016년 5월 ~ 2016년 6월: 제20대 국회의원 (울산 울주군/무소속)
- 2016년 6월 ~ 2018년 5월: 제20대 국회 전반기 교육문화체육관광위원회 위원
- 2016년 6월 ~ 2016년 12월: 제20대 국회의원 (울산 울주군/새누리당)
- 2016년 7월: 새누리당 울산 울주군 조직위원장
- 2017년 1월 ~ 2017년 11월: 제20대 국회의원 (울산 울주군/바른정당)
- 2017년 3월 ~ 2017년 11월: 바른정당 울산시당 시당위원장
- 2017년 11월 ~ 2018년 5월: 제20대 국회의원 (울산 울주군/자유한국당)
- 2017년 11월 ~ 2018년 5월: 제20대 국회 4차 산업혁명 특별위원회 위원
- 2018년 5월 ~ 2020년 5월: 제20대 국회의원 (울산 울주군/무소속)
- 2018년 7월 ~ 2020년 5월: 제20대 국회 후반기 산업통상자원중소벤처기업위원회 위원

## 논란

### 잦은 당적 변경
당적을 자주 바꾸는 철새 정치인이라는 비판이 있다. 17대 총선에서 열린우리당으로 나와 국회에 입성했다. 18대 총선에서는 무소속으로 당선된 뒤 한나라당에 입당해 19대 총선에서 새누리당 후보로 국회의원이 됐다. 20대 총선에서 다시 무소속으로 당선, 바른정당에 입당한 후 한국당으로 복당했다. 이후 홍준표 자유한국당 대표의 사퇴를 요구하자 홍 대표는 "자신이 밀었던 군수가 공천되지 않았다고 탈당하겠다고 협박하던 분이 그 명분으론 옹색하다고 생각했는지 이번에는 뜬금없이 남북관계를 명분으로 내걸고 탈당하겠다고 한다"며 "탈당과 복당을 지금 몇 번째 하는 거냐"고 비판했다. 이에 대해 강 의원은 "탈당과 복당을 여러 번 반복한 점에 대하여서는 이유여하를 막론하고 국민들께 송구하다"면서도 "당적을 무려 16번 변경한 분을 공천한 분은 홍 대표지 않는가"라고 대응했다.
이후 강 의원은 자유한국당을 탈당했고 제7회 전국동시지방선거에서 송철호 더불어민주당 울산시장 후보를 지지했다. 이후에는 더불어민주당 입당을 타진한 것으로 전해졌다.

## 역대 선거 결과
|  | 42.63% |

|  | 48.17% |

|  | 63.65% |

|  | 40.27% |

## 소속 정당
| 소속 정당 | 소속 정당      | 소속 기간 | 비고           |
| --------- | -------------- | --------- | -------------- |
|           | 한나라당       | 2002~2003 | 정계 입문      |
|           | 무소속         | 2003~2004 | 탈당           |
|           | 열린우리당     | 2004~2007 | 입당           |
|           | 대통합민주신당 | 2007      | 합당           |
|           | 무소속         | 2007~2008 | 탈당           |
|           | 한나라당       | 2008      | 복당           |
|           | 무소속         | 2008      | 탈당           |
|           | 한나라당       | 2008~2012 | 복당           |
|           | 새누리당       | 2012~2016 | 당명 변경      |
|           | 무소속         | 2016      | 탈당           |
|           | 새누리당       | 2016      | 복당           |
|           | 무소속         | 2016~2017 | 탈당           |
|           | 바른정당       | 2017      | 창당           |
|           | 무소속         | 2017      | 탈당           |
|           | 자유한국당     | 2017~2018 | 복당           |
|           | 무소속         | 2018~현재 | 탈당 정계 은퇴 |

## 같이 보기
- 울주군 (2000년 선거구)
- 울산 울주군의 국회의원
- 대한민국의 국토교통부 차관